# 周昌晉
周昌晋（？—？），浙江宁波府鄞县人，明朝政治人物，同進士出身。

## 生平
萬曆三十七年（1609年）己酉科浙江乡试举人，四十一年（1613年）癸丑科三甲157名進士，授东莞县知县，泰昌元年（1620年）十月考选，授山西道御史，天啓六年（1626年）巡按福建，七年十二月提督直隶学政，二年正月以魏忠贤党羽，革职閑住。